# Deanna Booher
Deanna Booher (Los Ángeles, 6 de agosto de 1948 - 7 de enero de 2022) fue una actriz, luchadora profesional y patinadora estadounidense. Es conocida por sus apariciones con Gorgeous Ladies of Wrestling como Matilda the Hun (Matilda la Grande en Latinoamérica), así como por sus apariciones en películas de Comedia  como Brainsmasher... A Love Story, Theodore Rex y Spaceballs los programas de televisión Married... with Children y "Night Court", e incluso en el video musical de Aerosmith para "Love in an elevator."

## Primeros Años
Booher creció en Lake Arrowhead, California. Antes de involucrarse en la lucha libre, tuvo trabajos como masajista y operadora de sexo telefónico. Luchó en El Camino Junior College en California, ayudando al equipo a ganar un campeonato estatal.

## Carrera en la Lucha Libre
Booher hizo su primera incursión en la lucha libre profesional organizando espectáculos de lucha en el barro para aficionados, actuando como un personaje enmascarado llamado "Queen Kong". Después la comisión atlética del estado de California la vetó de realizar luchas intergénero. Por tal motivo, su primera lucha profesional fue ante un oso de 320 kilos.
Más tarde, Booher se asoció con el creador de GLOW, David McLane, y el director Matt Cimber para elegir, reclutar y entrenar a los artistas para el primer espectáculo de lucha libre profesional solo para mujeres. También escribió el tema principal del programa. Booher interpretó a Matilda the Hun ( en Latinoamérica fue conocida como Matilda La Grande ) en GLOW. Su personaje malvado comía carne cruda en el ring y asustaba a los niños de la multitud, lo que Booher dijo que disfrutaba.
Después de dos años con GLOW, Booher y otras se fueron para formar un programa de competencia llamado Mujeres poderosas de la lucha libre, pero no tuvo mucho éxito. Años después, Matilda se dedicó a ofrecer telegramas musicales y a ser doble de riesgo.
Booher dijo que aprendió su movimiento característico, un gran chapuzón, al ver al luchador profesional inglés Big Daddy.
En 2012, Booher apareció en un documental sobre GLOW, titulado GLOW: The Story of the Gorgeous Ladies of Wrestling.

## Carrera en la Actuación
Después de la carrera de lucha libre profesional de Booher, se ganó la vida haciendo acrobacias y cantando telegramas que incorporaban aspectos de la lucha libre.
Booher tuvo varios papeles cinematográficos en su carrera, incluso en la comedia Spaceballs de Mel Brooks. Apareció en la comedia romántica Brainsmasher... A Love Story junto a Andrew "Dice" Clay y Teri Hatcher. También apareció en el video musical de "Love in an Elevator" de Aerosmith, con un enano sobre los hombros.
También tuvo papeles de estrella invitada en televisión, incluyendo Married... with Children, My Two Dads, Mama's Family y Night Court. A menudo interpretó a su personaje de Queen Kong en estos papeles.

### Vida personal y fallecimiento
Booher estuvo casada con su esposo y manejador Ken Booher durante 39 años antes del fallecimiento de este en le 2007. Tuvieron un hijo, Dean Booher.
En 2017, Booher usó una silla de ruedas motorizada debido al deterioro de la columna relacionado con la lucha libre. En su vida posterior, sufrió de lupus y neuropatía periférica. Murió el 7 de enero de 2022 a la edad de 73 años. La noticia se dio a conocer debido a la información publicada por el pastor Robert Nguyn, de la iglesia a la que Deanna Booher asistía.